# Pekao Open 1999
Il Pekao Open 1999 è stato un torneo di tennis facente parte della categoria ATP Challenger Series nell'ambito dell'ATP Challenger Series 1999. È stata la 7ª edizione del torneo, e si è giocato a Stettino in Polonia dal 20 al 26 settembre 1999 su campi in terra rossa.

## Vincitori

### Singolare
Andreas Vinciguerra ha battuto in finale  Juan Antonio Marín con il punteggio di 6–2, 6–4.

### Doppio
Aleksandar Kitinov /  Jack Waite hanno battuto in finale  Guillermo Cañas /  Martín García con il punteggio di 6–1, 5–7, 6–4.